# Podgrodzie (Kobiernice)
Podgrodzie – przysiółek wsi Kobiernice w Polsce, położona w województwie śląskim, w powiecie bielskim, w gminie Porąbka.
W latach 1975–1998 przysiółek położony był w województwie bielskim.